# باکسر

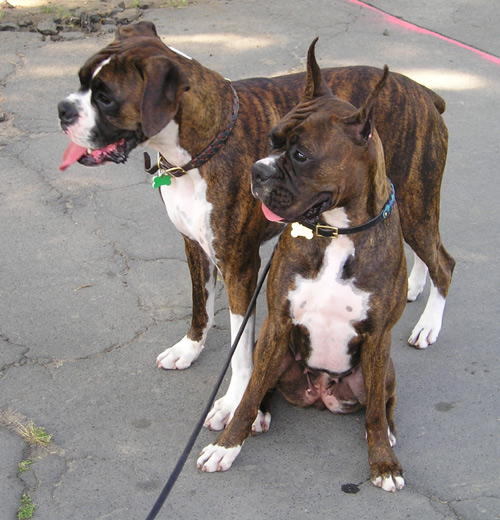
۲ قلاده باکسر

باکسر (به انگلیسی: Boxer) گونه‌ای از سگ‌های نگهبان است.

## گروه نژادی
باکسر در گروه دوم نژادی قرار دارد

## ثبت بین‌المللی
FCI, AKC, UKC, TKC, CKC

## منشا
کشور منسوب:آلمان
این نژاد در سال ۱۸۵۰ در مونیخ آلمان از جفت‌گیری بولداگ Bulldog و بولن بیسر مستیف Bullen beisser mastiff: حاصل شد. از اولین نژاد آن در شکار خرس و از نسل دوم در جنگ با بوفالو استفاده شده.خصلت وحشی این نژاد جدید ارتباط مستقیمی با اجدادش داشته‌است، البته پرورش دهندگان به‌طور چشمگیری از خلق و خوی درنده این نژاد کاسته‌اند و در سال ۱۸۹۶ این نژاد به کمال رسید و اولین باشگاه باکسر تأسیس شد.

## ظاهرشناسی

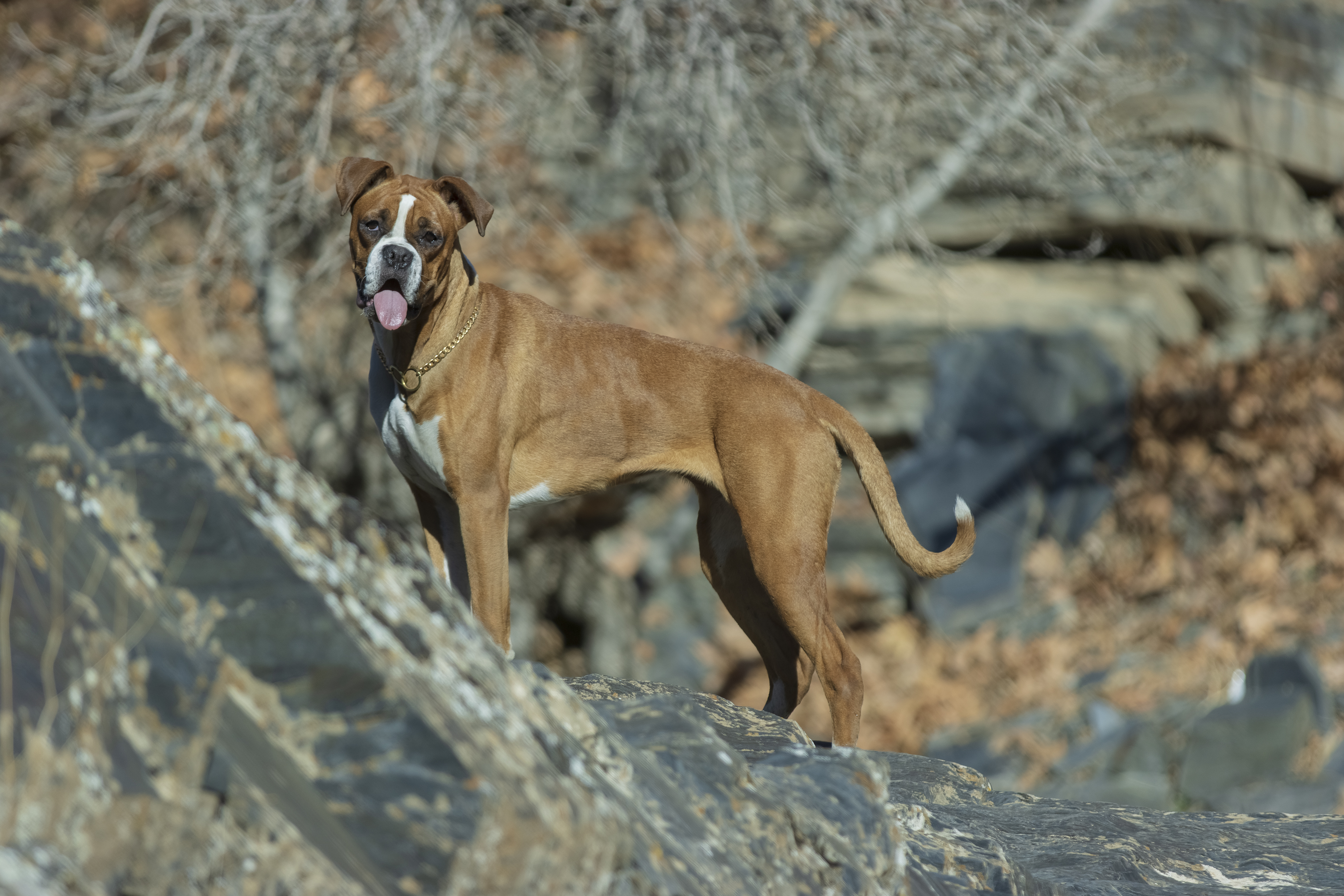
یک سگ باکسر در ایران

در این نژاد بین سر و بدن تناسب ویژه‌ای برقرار است، همچنین سر باید غیر گوشتی و بدون چین و چروک باشد فک بالا به مراتب بیشتر از فک پایین به طرف جلو کشیده باشد. حین بسته بودن دهان نباید زبان یا دندانها مشهود باشند. بینی در این نژاد بزرگ و سیاه، حفره‌های بینی باز است. گوشها آویخته‌است و برای زیبای و افراشته ماندن گوش معمولاً جراحی می‌شود. چشمها سیاه یا قهوه‌ای تیره‌است و صورت گرد، عضلانی و البته بدون چین خوردگی است. دم بلند و باریک است که بسیار کوتاه جراحی می‌شود و افراشته‌است. پاهای جلو قائم و موازی است.

## قد، وزن

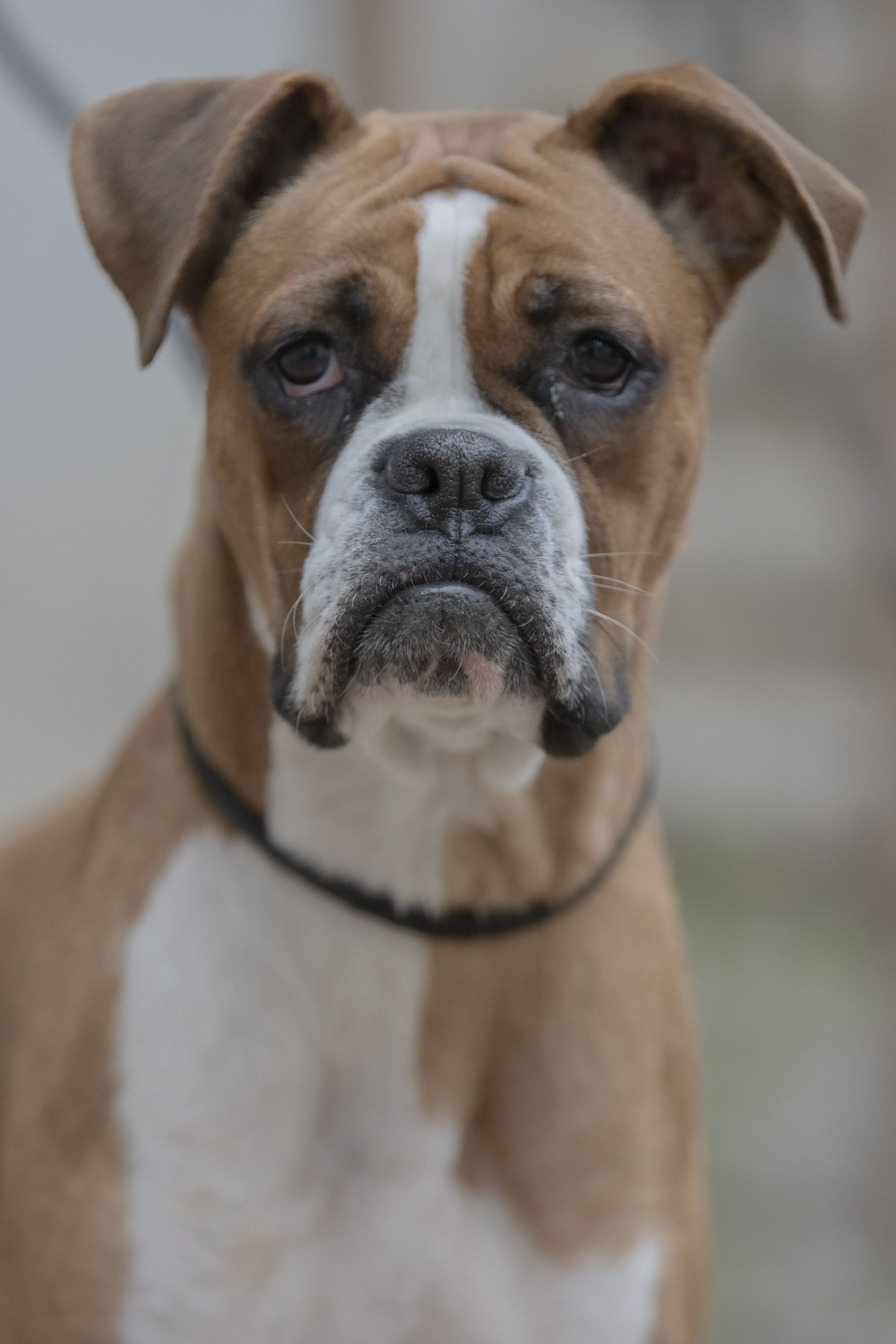
سر یک باکسر

نرها ۶۳ _۵۷ سانتیمتر، ماده‌ها ۵۹ _۵۳ سانتیمتر می‌باشد.
سگهای نر که قد آن‌ها حدود۶۰ سانتیمتر است وزنشان بیشتر از ۳۰ کیلوگرم می‌باشد و در سگهای ماده که قد آن‌ها تقریباً ۵۶ سانتیمتر است وزنشان در حدود ۲۵ کیلوگرم می‌باشد.
رنگ اصلی در این نژاد رنگ حنایی یا والر حنایی با خطوط سیاه است. رنگی حنایی در این نژاد بسیار متنوع است و از حنایی روشن تا قهوه‌ای مایل به قرمز دیده می‌شود و فاصله خطوط و وضوح رنگ سیاه نیز متغیر می‌باشد. و در صورت، سینه و پاها لکه‌های سفید دیده می‌شود. و بدن پوشیده از موهای کوتاه صاف و براق است.

## رفتارشناسی

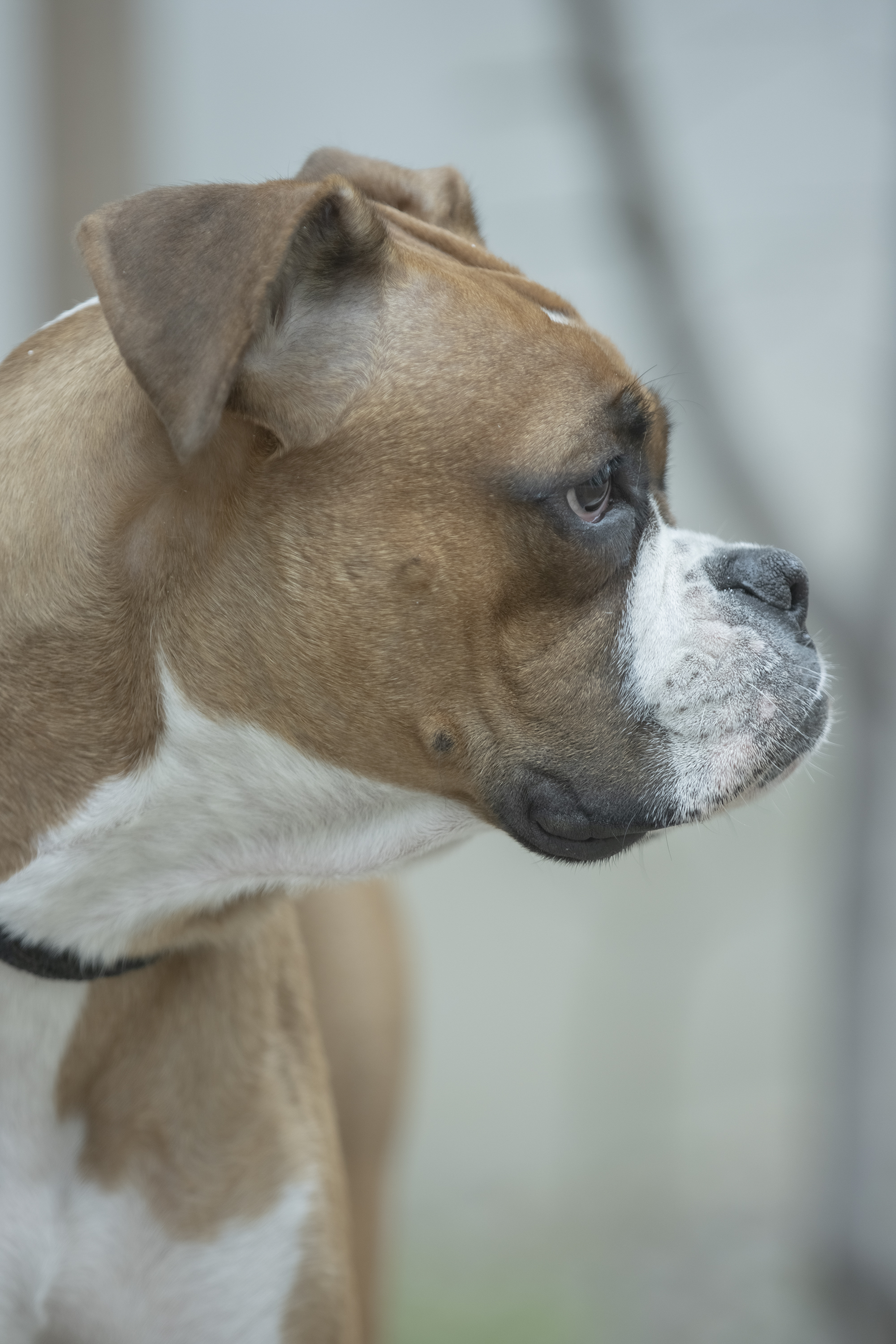
نمای پوزه حیوان از نیم رخ

باکسِر سگی شجاع ، باهوش ، خوشحال ، بازیگوش و پر انرژی است. هوشی سرشار و اشتیاق زیادی به آموختن دارد ، البته گاهی اوقات لجباز می‌شود. بسیار مهربان و باوفا نسبت به اعضای خانواده. باکسِر به دلیل رفتار مهربانش با کودکان شهرت دارد. اگر به خوبی اجتماعی شود رابطه خوبی با سایر سگها و حیوانات خانگی خواهد داشت. باکسِرهای ماده معمولاً حالت سلطه گری و تهاجمی نسبت به سایر ماده‌ها دارند. نام این نژاد از نحوه جنگیدن آن گرفته شده‌است. در زمان جنگیدن این سگ درست شبیه به ورزش بوکس و مشت زنی در انسان از پنجه‌های جلویی خود بهره می‌گیرد. باکسِر به همراهی صاحبش نیاز دارد و باید در سنین پایین به او آموخت تا بر روی افراد نپرد. چراکه این کار مورد علاقه او می‌باشد. شجاعت و هوشیاریش او را به یک محافظ و سگ پلیس عالی تبدیل کرده‌است. همچنین دیدبان خوبی است و از ورود مزاحمین همانند بولداگ جلوگیری می‌کند. گفته شده‌است که تا سه سالگی میل مفرطی به بازی و بازی گوشی دارد و بعد از این مدت آرام و مطیع می‌شود.

## کارایی
از این نژاد به عنوان سگ نگهبان، محافظ استفاده می‌شود و در گروه سگهای کاری قرار دارد.
این سگ ها بسیار سرسخت هستند و اگر احساس کنند که صاحبشان در خطر است سریع اقدام خواهند کرد بهتر است بوکسر در خانواده نباشد زیرا باید یک صاحب داشته باشد و اگر چند صاحب داشته باشد و تربیت نشود ممکن است دست به کشتن انسان‌های غریبه بکند زیرا او یک صاحب ندارد.

## بیماری
این نژاد مستعد بیماری روماتیسم است و با اینکه علاقه زیادی به تحرک دارد نباید در هوای سرد و بارانی برای پیاده روی برده شود.
باکسرهایی با داشتن خصوصیاتی مانند پرخاشگری، مهاجم بودن، ترس زیاد و غیرقابل کنترل بودن اجازه شرکت در مسابقات و نسل کشی را نیز ندارد.

## نگارخانه

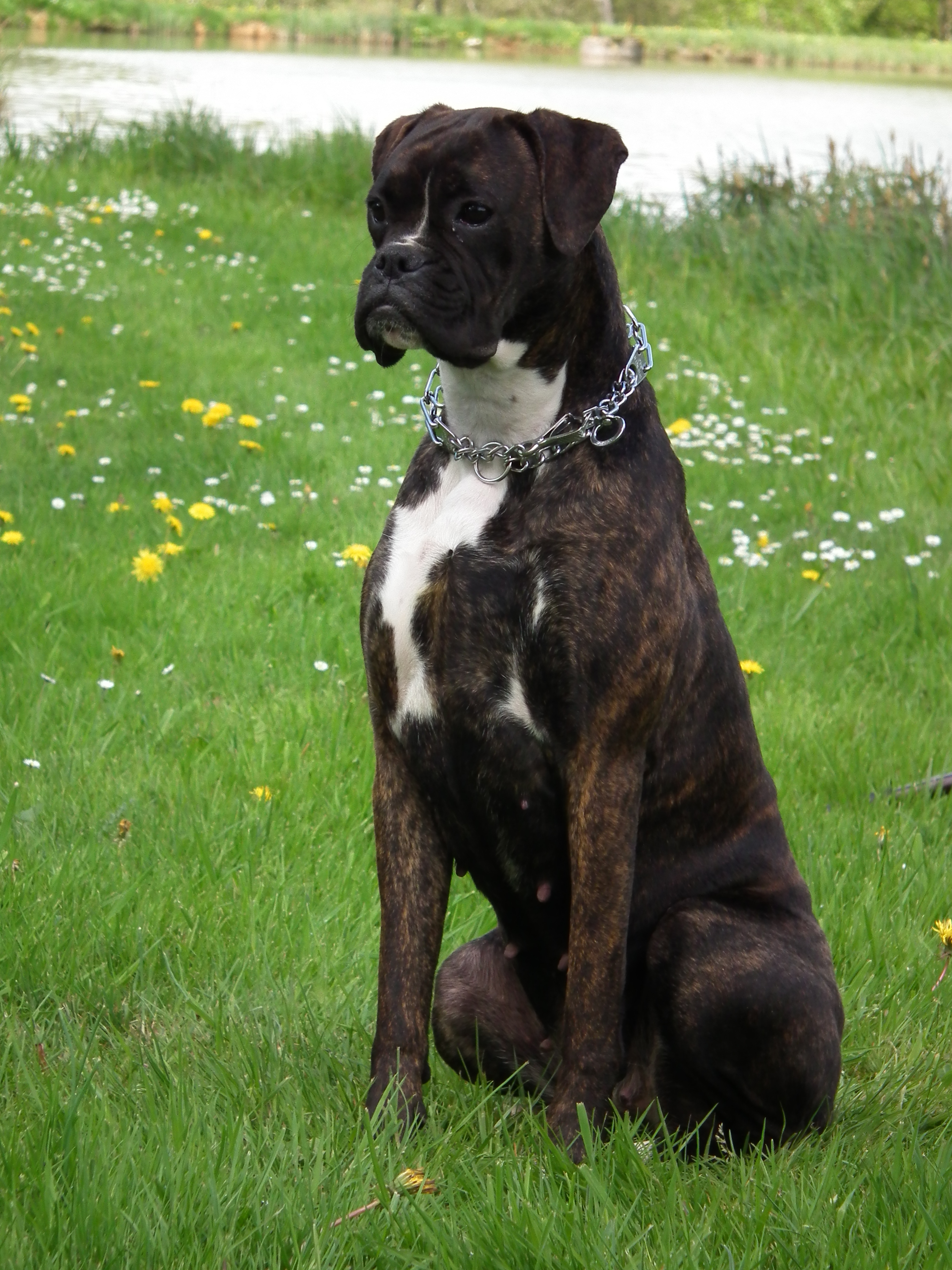
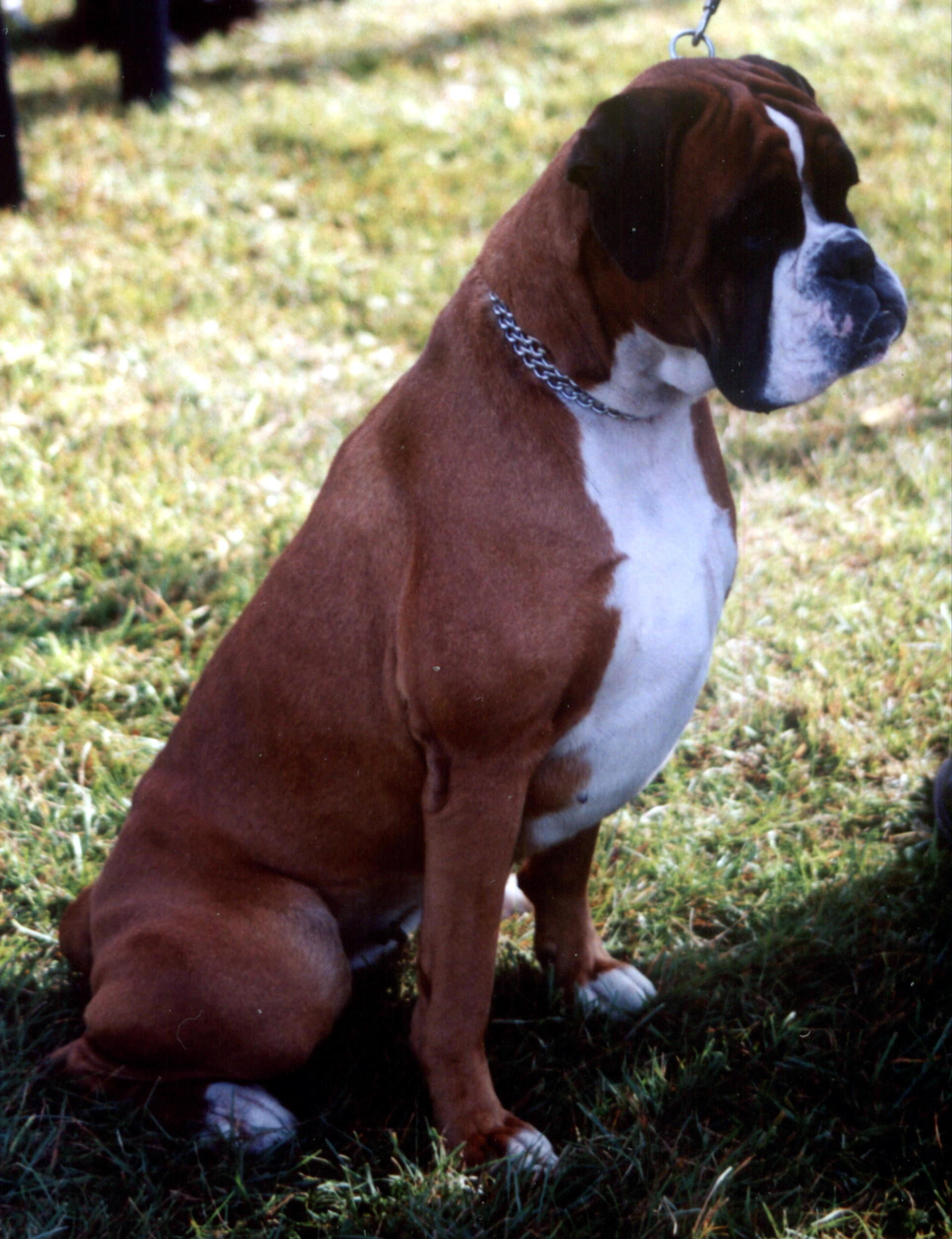
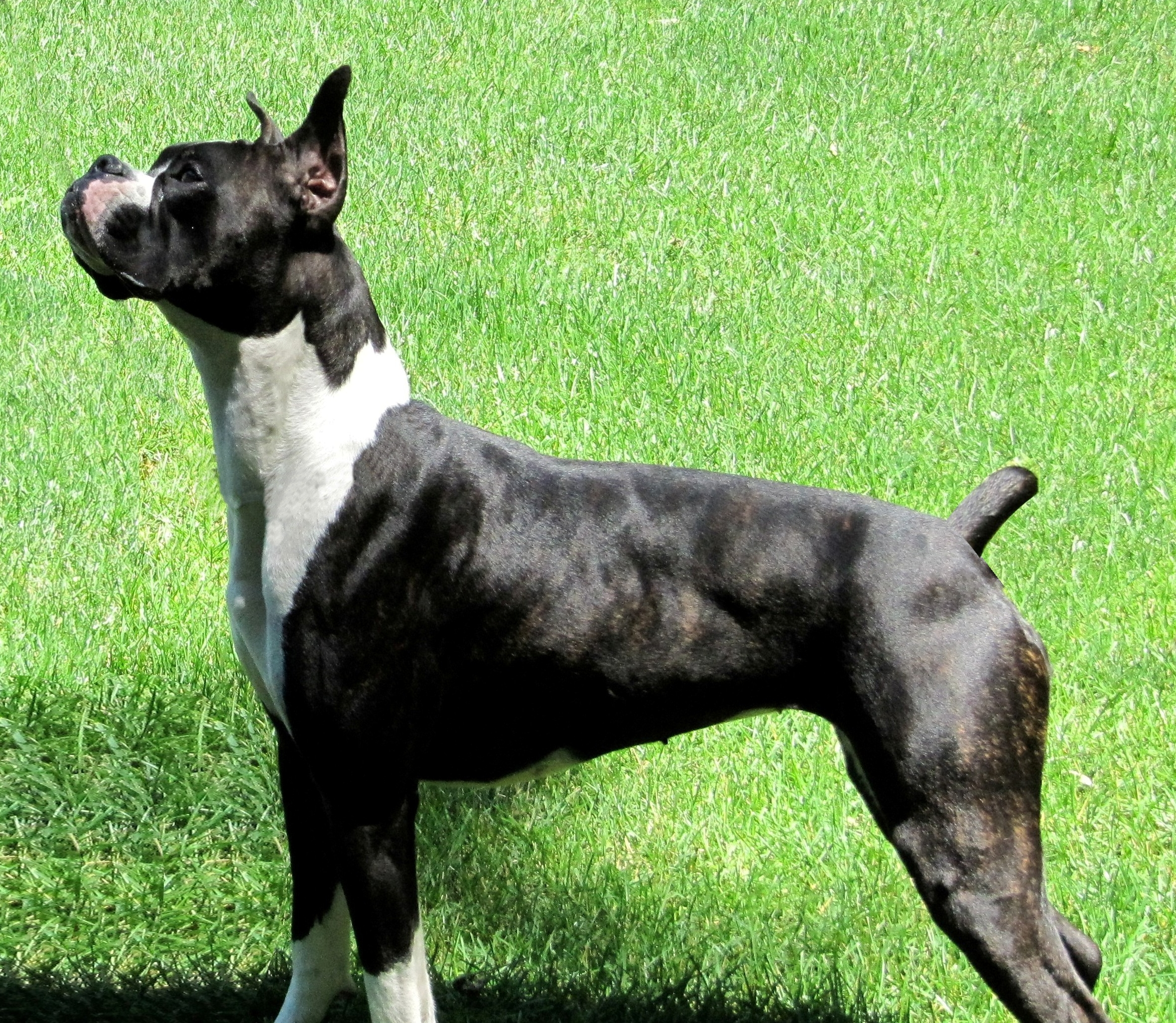
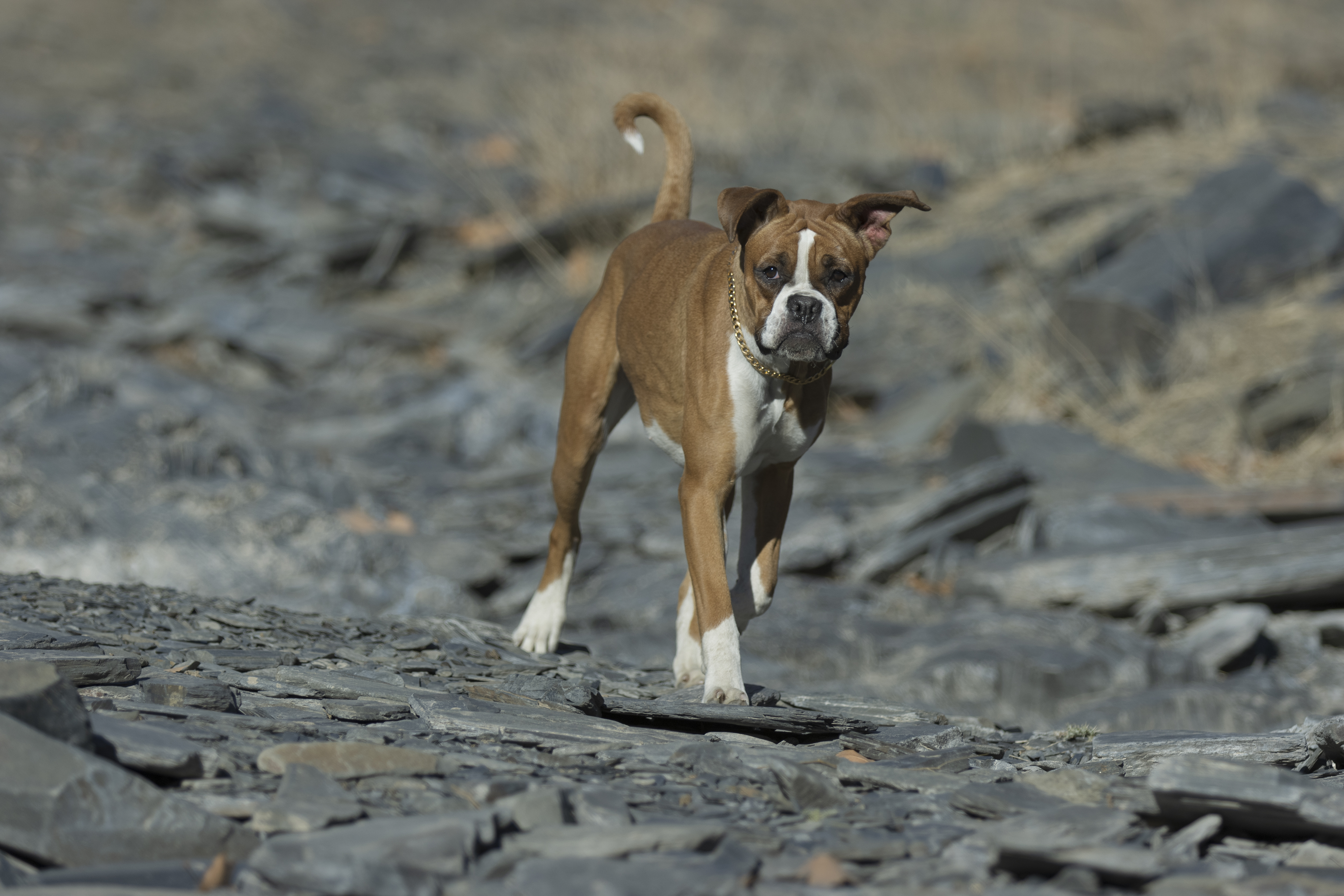
یک سگ باکسر در ایران
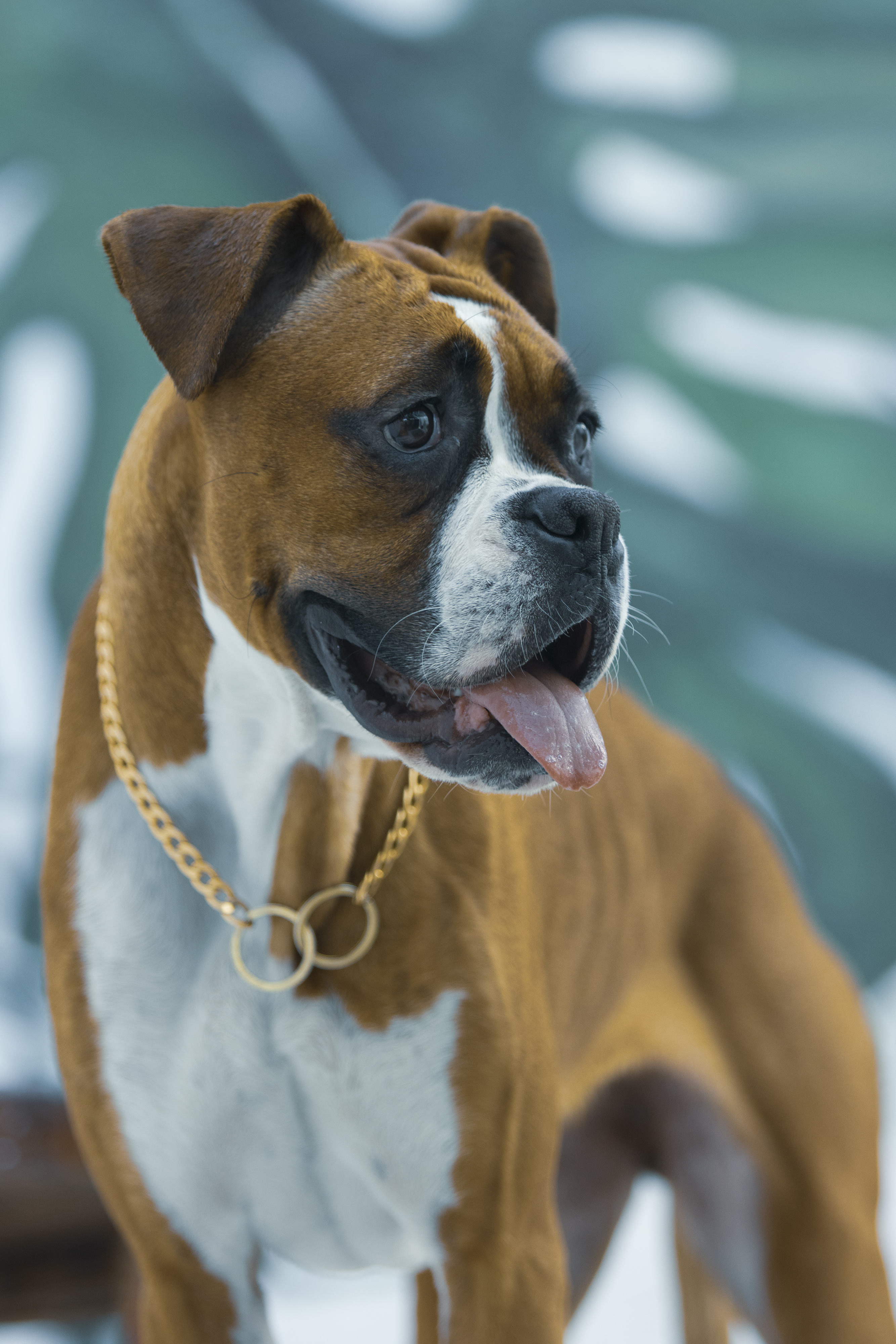
یک سگ باکسر ماده یک ساله در ایران
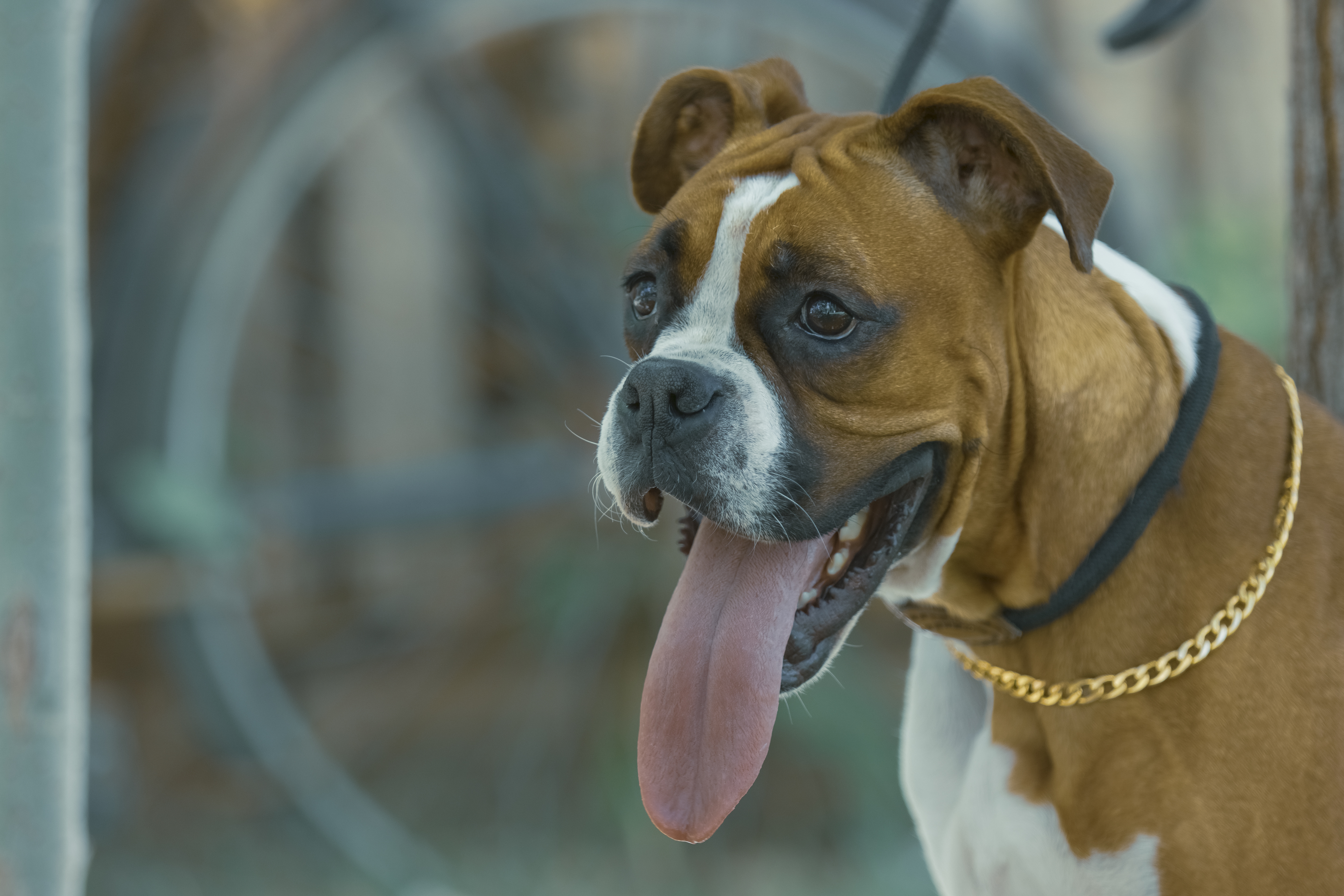
باکسر در حال تنظیم دمایی
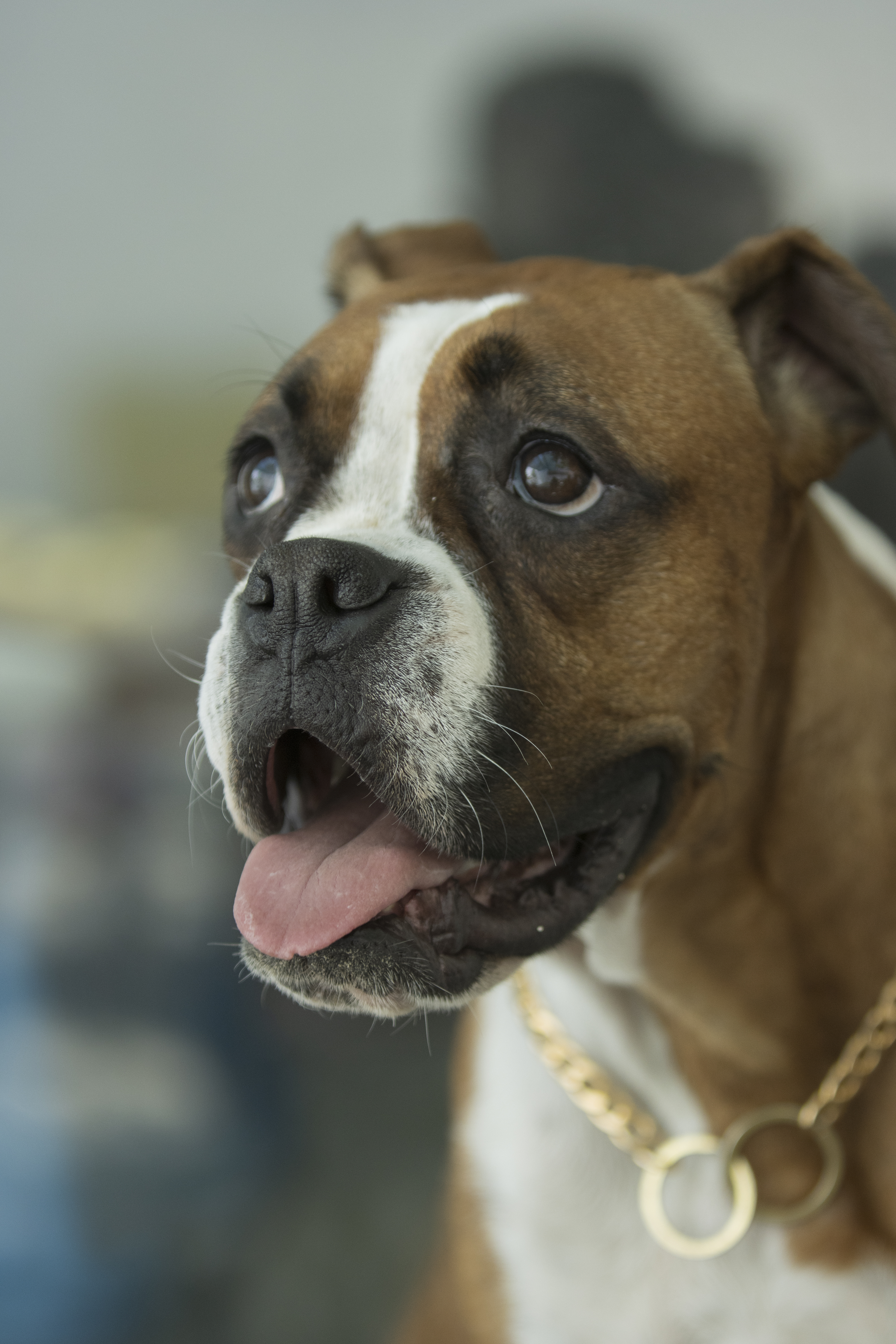
نمایی از سه رخ پوزه یک سگ باکسر جوان